# Неверов, Игорь Михайлович
Игорь Михайлович Неверов (15 июня 1926 — 27 ноября 1995) — советский писатель, поэт, сценарист, редактор Одесской киностудии. Член Союза писателей СССР.

## Биография
Родился 15 июня 1926 года в Ленинграде в семье служащего. Подростком пережил блокаду Ленинграда. С апреля 1942 по март 1944 года работал токарем на заводе, с марта 1944 по январь 1953 года служил в военно-морской авиации, с 1953 по 1968 год трижды побывал в антарктических рейсах как редактор газеты «Советский китобой». В 1963 году окончил Литературный институт им. М. Горького.
В поэтическом творчестве тяготел к трагически-лирическому осмыслению современности с её красотой и сложными социальными противоречиями. Ряд произведений посвящены труженикам моря, людям искусства и науки. Очерк «Севастополь» (1983) — про героическую оборону и освобождение города во время Великой Отечественной войны.
Вёл кинокартины «Одиночество» (1964), «Иностранка» (1965), «Прощай» (1966), «Формула радуги» (1966), «От снега и до снега» (1968) и др.
Автор киносценария фильма «Синее небо» (1971, реж. М. Толмачёв), текста песен к фильму «Им было девятнадцать…» (1960, в соавт. с В. Карпеко).

## Работы
- «Синяя граница» (1956),
- «Баллада о красоте» (1968),
- «Дождь при звездах» (1972),
- «Огни в порту» (1958),
- «Дальний рейс» (1963),
- «Год спокойного солнца» (1965),
- «Веселая Антарктика» (1970).